# Poggenpohl
Poggenpohl är ett tyskt företag inriktat på tillverkning av exklusiva kök. Företaget har sitt säte i Herford. Företagets historik går tillbaka på ett möbelsnickeri med tillhörande möbelhandel som Friedemir Poggenpohl (1859-1924) år 1892 grundade i Bielefeld.